# Пекшена, Мария
Мария Пекшена (латыш. Pēkšēna Marija, 10 октября 1845 — 8 декабря 1903) — первая латышская женщина-драматург.

## Биография
Родилась в зажиточной крестьянской семье. Окончила городскую школу в Вольмаре. Работала гувернанткой в усадьбе Нуку, с 1869 года в Вецате, где была написана пьеса «Гертруда» (латыш. «Ģertrūde») о конфликте социума и женщины нового времени. Получила первую премию на конкурсе, организованном Латышским обществом, но по цензурным соображениям пьеса была поставлена только в 1877 году.
Подобный сюжет был и у второй пьесы — «Одна история» (латыш. «Vienu stāstu»), появившейся на сцене Латышского театра в том же году.
В начале 1880-х годов переехала в Ригу, к брату Екабу Пекшену, который занимался адвокатской практикой. Двоюродный брат, Константин Пекшен, стал впоследствии выдающимся архитектором.
В Риге написаны пьесы «Попутчики» (латыш. «Ceļa biedri») и «Время цветов» (латыш. «Laiku ziedi»), имевшие сложности с цензурой. Неопубликованные пьесы и сборник стихов «На солнце и в тени» (латыш. «Saulgoži un pakrēšļi») хранятся в отделе рукописей Латвийской Академической библиотеки.
Умерла в Риге, похоронена на Большом кладбище. В 1990 году скульптором А. Варпой установлен памятный камень в волости Раматас, Валмиерского района.